# マクラクラン勉
マクラクラン勉（マクラクラン べん、1992年5月10日 - ）は、ニュージーランド出身、日本国籍の男子プロテニス選手。「ベン・マクラクラン」とも表記される。ATPツアーでダブルス7勝を挙げている。自己最高ランキングはシングルス729位。ダブルス18位。身長185cm。右利き、バックハンド・ストロークは片手打ち。

## 選手経歴

### ジュニア時代
ニュージーランド・クイーンズタウン出身。父親はニュージーランド人、母親は日本人である。6歳でテニスを始めるが、少年時代はラグビーやバスケットボールなどもやっていた。また父親が空手をやっていた影響でマクラクラン自身も空手の緑帯（6級）を持っている。母親の故郷である大阪府柏原市に4か月ほど在住経験があり、当地の小学校に通学したこともあったという。13歳の時にテニスに専念。2008年の世界スーパージュニアテニス選手権大会ではニュージーランド代表として出場し、少年男子ダブルスでミロシュ・ラオニッチとの対戦経験がある。
長じて兄と共にカリフォルニア大学バークレー校に進み、テニスに打ち込む。大学卒業後にプロ選手となる。

### 2017年 ツアーダブルス初優勝
2017年6月、それまでのニュージーランドから日本へ所属国を変更。同年9月に行われたデビスカップワールドグループプレーオフのブラジル戦で日本代表に初選出された。内山靖崇とのペアで第3試合のダブルスに出場、マルセロ・メロ/ブルーノ・ソアレス組に敗れるも、日本は3勝1敗でブラジルに勝利しワールドグループ残留を決めた。
10月の楽天ジャパン・オープンに内山とのペアで出場。準々決勝で第1シードのジャン＝ジュリアン・ロジェ/ホリア・テカウ組に7-6(2), 7-6(3)で勝利する番狂わせを演じるなど快進撃を見せて決勝進出。決勝で第2シードのジェイミー・マリー/ブルーノ・ソアレス組に6-4, 7-6(1)で勝利し、日本ペアとしては2005年ジャパン・オープンの岩渕聡/鈴木貴男組以来12年ぶりとなるATPツアー優勝を果たした。

### 2018年 全豪ダブルスベスト4
1月の全豪オープンにヤン＝レナルト・シュトルフとペアを組み四大大会初出場を果たすと、2回戦で第9シードのフェリシアーノ・ロペス/マルク・ロペス組を撃破すると、準々決勝で第1シードのルカシュ・クボット/マルセロ・メロ組に6-4, 6-7, 7-6とフルセットで破る金星を挙げ、初出場ながらベスト4入りを果たした。
その後も好調が続き、ユーゴ・ニスと組んだ南フランス・オープンで準優勝、再びシュトルフと組んだマイアミ・オープンでブライアン兄弟に敗れたものの準決勝まで進出した。
クレーコートシーズンはイスタンブール・オープンで準優勝だったが、全仏オープンは初戦敗退に終わった。7月のウィンブルドンはベスト8、全米オープンは初戦敗退。9月の深圳オープンは、ジョー・ソールズベリーと組み、決勝でロベルト・リンドステット/ラジーブ・ラム組に7-6(5), 7-6(4)とストレート勝ちで約1年ぶりの優勝を果たした。また、次週の楽天ジャパン・オープン・テニス選手権ではシュトルフとのペアで優勝し、大会2連覇と2週連続優勝を果たした。

### 2021年 東京五輪ダブルスベスト8
2020年東京オリンピックでは、男子ダブルスで錦織圭と組んで準々決勝でニコラ・メクティッチ/マテ・パビッチ組（クロアチア）と対戦したが3-6、3-6で敗れた。混合ダブルスでは柴原瑛菜とペアを組み、準々決勝に進出してロシアオリンピック委員会のアナスターシャ・パブリウチェンコワ/アンドレイ・ルブレフ組と対戦したが、マッチタイブレークの末敗退した。

## ATPツアー決勝進出結果

### ダブルス: 10回 (5勝5敗)
| 大会グレード                            |
| グランドスラム (0-0)                    |
| ATPワールドツアー・ファイナル (0-0)     |
| ATPワールドツアー・マスターズ1000 (0-0) |
| ATPワールドツアー・500シリーズ (2-1)    |
| ATPワールドツアー・250シリーズ (3–4)    |

| サーフェス別タイトル |
| ハード (5-4)         |
| クレー (0-1)         |
| 芝 (0-0)             |
| カーペット (0-0)     |

| 結果   | No. | 決勝日        | 大会           | サーフェス     | パートナー                 | 対戦相手                                        | スコア                |
| ------ | --- | ------------- | -------------- | -------------- | -------------------------- | ----------------------------------------------- | --------------------- |
| 優勝   | 1.  | 2017年10月8日 | 東京           | ハード         | 内山靖崇                   | ジェイミー・マリー ブルーノ・ソアレス           | 6-4, 7-6(7-1)         |
| 準優勝 | 1.  | 2018年2月11日 | モンペリエ     | ハード（室内） | ユーゴ・ニス               | ケン・スクプスキ ニール・スクプスキ             | 6-7(2-6), 4-6         |
| 準優勝 | 2.  | 2018年5月6日  | イスタンブール | クレー         | ニコラス・モンロー         | ドミニク・イングロット ロベルト・リンドステット | 6-3, 3-6, [8-10]      |
| 優勝   | 2.  | 2018年9月30日 | 深圳           | ハード         | ジョー・ソールズベリー     | ロベルト・リンドステット ラジーブ・ラム         | 7-6(7-5), 7-6(7-4)    |
| 優勝   | 3.  | 2018年10月7日 | 東京           | ハード（室内） | ヤン＝レナルト・シュトルフ | レイベン・クラーセン マイケル・ヴィーナス       | 6-4, 7-5              |
| 優勝   | 4.  | 2019年1月12日 | オークランド   | ハード         | ヤン＝レナルト・シュトルフ | レイベン・クラーセン マイケル・ヴィーナス       | 6-3, 6-4              |
| 準優勝 | 3.  | 2019年2月24日 | マルセイユ     | ハード（室内） | マトウェー・ミッデルコープ | ジェレミー・シャルディー ファブリス・マルタン   | 3-6, 7-6(7-4), [3-10] |
| 準優勝 | 4.  | 2019年3月2日  | ドバイ         | ハード         | ヤン＝レナルト・シュトルフ | ラジーブ・ラム ジョー・ソールズベリー           | 6-7(4-7), 3-6         |
| 優勝   | 5.  | 2020年1月18日 | オークランド   | ハード         | ルーク・バンブリッジ       | マーカス・ダニエル フィリップ・オズワルド       | 7-6(7-3), 6-3         |
| 準優勝 | 5.  | 2020年2月23日 | デルレイビーチ | ハード         | ルーク・バンブリッジ       | ボブ・ブライアン マイク・ブライアン             | 6-3, 5-7, [5-10]      |

## ダブルス成績
略語の説明
| W | F | SF | QF | #R | RR | Q# | LQ | A | Z# | PO | G | S | B | NMS | P | NH |

W=優勝, F=準優勝, SF=ベスト4, QF=ベスト8, #R=#回戦敗退, RR=ラウンドロビン敗退, Q#=予選#回戦敗退, LQ=予選敗退, A=大会不参加, Z#=デビスカップ/BJKカップ地域ゾーン, PO=デビスカップ/BJKカッププレーオフ, G=オリンピック金メダル, S=オリンピック銀メダル, B=オリンピック銅メダル, NMS=マスターズシリーズから降格, P=開催延期, NH=開催なし.
| 大会           | 2018 | 2019 | 2020 | 通算成績 |
| -------------- | ---- | ---- | ---- | -------- |
| 全豪オープン   | SF   | 1R   | 1R   | 4–3      |
| 全仏オープン   | 1R   | 1R   |      | 0–2      |
| ウィンブルドン | QF   | 1R   |      | 3–2      |
| 全米オープン   | 1R   | QF   |      | 3–2      |

### 大会最高成績
| 大会                 | 成績 | 年               |
| -------------------- | ---- | ---------------- |
| ATPファイナルズ      | A    | 出場なし         |
| インディアンウェルズ | 2R   | 2019             |
| マイアミ             | SF   | 2018             |
| モンテカルロ         | QF   | 2021             |
| マドリード           | QF   | 2018             |
| ローマ               | 2R   | 2021             |
| カナダ               | 2R   | 2018             |
| シンシナティ         | 2R   | 2018             |
| 上海                 | 2R   | 2018             |
| パリ                 | 1R   | 2018, 2020, 2021 |
| オリンピック         | QF   | 2021             |
| デビスカップ         | 1R   | 2018             |
| ATPカップ            | RR   | 2020, 2021       |

## デビスカップ日本代表
| 年     | ステージ                     | オーダー            | 対戦国                   | 対戦相手                                      | スコア                       |
| ------ | ---------------------------- | ------------------- | ------------------------ | --------------------------------------------- | ---------------------------- |
| 2017年 | ワールドグループ・プレーオフ | ダブルス (内山靖崇) | ブラジル                 | マルセロ・メロ ブルーノ・ソアレス             | 6-7(2-7), 4-6, 2-6           |
| 2018年 | ワールドグループ・1回戦      | ダブルス (内山靖崇) | イタリア                 | シモーネ・ボレッリ ファビオ・フォニーニ       | 5-7, 7-6(7-4), 6-7(3-7), 5-7 |
| 2018年 | ワールドグループ・プレーオフ | ダブルス (内山靖崇) | ボスニア・ヘルツェゴビナ | トミスラフ・ブルキッチ ネルマン・ファティッチ | 6-2, 6-4, 6-4                |
| 2019年 | 予選ラウンド                 | ダブルス (内山靖崇) | 中華人民共和国           | 公茂鑫 張擇                                   | 7-5, 5-7, 4-6                |
| 2019年 | 決勝グループステージ         | ダブルス (内山靖崇) | フランス                 | ピエール＝ユーグ・エルベール ニコラ・マユ     | 7-6(7-4), 4-6, 5-7           |
| 2019年 | 決勝グループステージ         | ダブルス (内山靖崇) | セルビア                 | ヤンコ・ティプサレビッチ ビクトル・トロイツキ | 6-7(5-7), 6-7(4-7)           |